# Стони-Брук (тауншип, Миннесота)
Стони-Брук (англ. Stony Brook) — тауншип в округе Грант, Миннесота, США. На 2000 год его население составило 164 человека.

## География
По данным Бюро переписи населения США площадь тауншипа составляет 89,8 км², из которых 85,1 км² занимает суша, а 4,8 км² — вода (5,31 %).

## Демография
По данным переписи населения 2000 года здесь находились 164 человека, 60 домохозяйств и 49 семей. Плотность населения —  1,9 чел./км². На территории тауншипа расположено 73 постройки со средней плотностью 0,9 построек на один квадратный километр. Расовый состав населения: 96,34 % белых, 3,05 % — других рас США и 0,61 % приходится на две или более других рас. Испанцы или латиноамериканцы любой расы составляли 3,05 % от популяции тауншипа.
Из 60 домохозяйств в 36,7 % воспитывались дети до 18 лет, в 76,7 % проживали супружеские пары, в 5,0 % проживали незамужние женщины и в 18,3 % домохозяйств проживали несемейные люди. 13,3 % домохозяйств состояли из одного человека, при том 5,0 % из — одиноких пожилых людей старше 65 лет. Средний размер домохозяйства — 2,73, а семьи — 3,04 человека.
28,7 % населения — младше 18 лет, 3,0 % — в возрасте от 18 до 24 лет, 26,8 % — от 25 до 44, 24,4 % — от 45 до 64, и 17,1 % — старше 65 лет. Средний возраст — 41 год. На каждые 100 женщин приходилось 127,8 мужчин. На каждые 100 женщин старше 18 приходилось 116,7 мужчин.
Средний годовой доход домохозяйства составлял 42 500 долларов, а средний годовой доход семьи —  41 875 долларов. Средний доход мужчин —  26 042  доллара, в то время как у женщин — 23 750. Доход на душу населения составил 23 490 долларов. За чертой бедности находились 4,3 % семей и 6,8 % всего населения тауншипа, из которых 18,0 % младше 18 лет.